# Bryant Stith
Bryant Lamonica Stith, född 10 december 1970 i Emporia, Virginia, är en amerikansk före detta professionell basketspelare. Han avslutade sin spelarkarriär 2002.
Under sin NBA-karriär spelade Stith för Denver Nuggets, Boston Celtics och Cleveland Cavaliers. I en bytesaffär år 2002 fick Los Angeles Clippers Stith som sedan avslutade sin karriär utan att spela en enda match för laget. I affären fick Clippers Stith och Andre Miller från Cleveland i utbyte mot Darius Miles och Harold Jamison.
Efter spelarkarriären blev Stith delägare av ett NASCAR-team tillsammans med Hermie Sadler. Därefter återvände han till basket men den här gången som tränare. Stith blev coach för basketlaget Bulldogs i Brunswick High School där han själv hade varit en av lagets stjärnor som elev.